# Kvam
Kvam là một đô thị ở hạt Hordaland, Na Uy.